# Zakaria Eddahchouri
Zakaria Eddahchouri (Papendrecht, 11 de mayo de 2000) es un futbolista neerlandés que juega como delantero en el R. C. Deportivo de La Coruña de la Segunda División de España. 

## Trayectoria
Tras debutar con el club el 3 de mayo de 2019 en la derrota por 2-0 en Eerste Divisie ante el FC Den Bosch, firmó un contrato de tres años con Go Ahead Eagles en julio de 2019.
Se incorporó al Koninklijke HFC antes de la temporada 2022-23. Impresionó, marcando 16 goles en 31 partidos con el club.
El 13 de julio de 2023 firmó un contrato de un año con opción a un año más con el S. C. Telstar. Debutó con el club el 14 de agosto, como titular, en la derrota por 1-0 en la primera jornada de liga ante el Jong PSV. Marcó su primer gol como profesional al partido siguiente, el 18 de agosto, en la derrota por 3-2 en casa ante el S. C. Cambuur. El 17 de noviembre marcó un hat-trick, impulsando al Telstar a un imponente triunfo a domicilio por 4-1 contra el F. C. Den Bosch.
El 30 de enero de 2025, tras un año y medio en el S. C. Telstar en los que logró 31 goles en 53 partidos, fichó por el R. C. Deportivo de La Coruña y firmó hasta junio de 2028.

## Vida personal
Nacido en los Países Bajos, es de ascendencia marroquí.El 17 de mayo de 2025, ha tenido un accidente por intentar sacarse una foto en las rocas del paseo marítimo mientras estaba con su hermano. En el equipo de rescate participó un helicóptero de salvamento marítimo. Fue hospitalizado una noche y dado de alta al día siguiente ya que, solo tenía heridas menores.

## Estadísticas

### Clubes
Actualizado al último partido disputado el 3 de noviembre de 2024.
| Club                                  | Div.       | Temporada  | Liga  | Liga  | Liga   | Copas nacionales | Copas nacionales | Copas nacionales | Copas internacionales | Copas internacionales | Copas internacionales | Total | Total | Total  |
| Club                                  | Div.       | Temporada  | Part. | Goles | Asist. | Part.            | Goles            | Asist.           | Part.                 | Goles                 | Asist.                | Part. | Goles | Asist. |
| ------------------------------------- | ---------- | ---------- | ----- | ----- | ------ | ---------------- | ---------------- | ---------------- | --------------------- | --------------------- | --------------------- | ----- | ----- | ------ |
| Go Ahead Eagles · Países Bajos        | 2.ª        | 2018-19    | 1     | 0     | 0      | —                | —                | —                | ―                     | ―                     | ―                     | 1     | 0     | 0      |
| Go Ahead Eagles · Países Bajos        | 2.ª        | 2019-20    | 5     | 0     | 0      | 1                | 0                | 0                | ―                     | ―                     | ―                     | 6     | 0     | 0      |
| Go Ahead Eagles · Países Bajos        | 2.ª        | 2020-21    | 21    | 0     | 1      | 1                | 1                | 1                | ―                     | ―                     | ―                     | 22    | 1     | 2      |
| Go Ahead Eagles · Países Bajos        | 1.ª        | 2021-22    | 1     | 0     | 0      | —                | —                | —                | ―                     | ―                     | ―                     | 1     | 0     | 0      |
| Go Ahead Eagles · Países Bajos        | Total club | Total club | 28    | 0     | 1      | 2                | 1                | 1                | 0                     | 0                     | 0                     | 30    | 1     | 2      |
| Koninklijke HFC · Países Bajos        | 3.ª        | 2022-23    | 30    | 17    | 2      | 1                | 0                | 0                | ―                     | ―                     | ―                     | 31    | 17    | 2      |
| Koninklijke HFC · Países Bajos        | Total club | Total club | 30    | 17    | 2      | 1                | 0                | 0                | 0                     | 0                     | 0                     | 31    | 17    | 2      |
| S. C. Telstar · Países Bajos          | 2.ª        | 2023-24    | 27    | 14    | 1      | 1                | 0                | 0                | ―                     | ―                     | ―                     | 28    | 14    | 1      |
| S. C. Telstar · Países Bajos          | 2.ª        | 2024-25    | 13    | 9     | 0      | 1                | 0                | 0                | ―                     | ―                     | ―                     | 14    | 9     | 0      |
| S. C. Telstar · Países Bajos          | Total club | Total club | 40    | 23    | 1      | 2                | 0                | 0                | 0                     | 0                     | 0                     | 42    | 23    | 1      |
| R. C. Deportivo de la Coruña · España | 2.ª        | 2024-25    | 27    | 16    | 4      | 0                | 0                | 0                | ―                     | ―                     | ―                     | 27    | 16    | 0      |
| R. C. Deportivo de la Coruña · España | 2.ª        | 2025-26    | 0     | 0     | 0      | 0                | 0                | 0                | ―                     | ―                     | ―                     | 0     | 0     | 0      |
| R. C. Deportivo de la Coruña · España | Total club | Total club | 27    | 16    | 4      | 0                | 0                | 0                | 0                     | 0                     | 0                     | 27    | 16    | 0      |